# Albulena Haxhiu
Albulena Haxhiu (ur. 11 maja 1987 w Prisztinie) – kosowska minister sprawiedliwości od lutego do czerwca 2020 roku, członek Zgromadzenia Kosowa IV, V i VI kadencji. Podczas V i VI kadencji była przewodniczącą Komisji Ustawodawczej, będącą jedną z najważniejszych komisji kosowskiego parlamentu.

## Życiorys
Ukończyła studia prawnicze na Uniwersytecie w Prisztinie, kontynuowała następnie studia magisterskie z zarządzania finansowego. Studiowała następnie prawo karne na Uniwersytecie Europy Południowo-Wschodniej w Tetowie.
We wrześniu 2010 dołączyła do partii Samookreślenie.

## Życie prywatne
Ma męża i troje dzieci. Dziadek Albuleny, Ahmet Haxhiu, był kosowskim działaczem niepodległościowym.